# Очиток дернистий
Очиток дернистий (Sedum cespitosum) — вид квіткових рослин з родини товстолистових (Crassulaceae).

## Біоморфологічна характеристика
Це однорічна гола трав'яна рослина 2–6 см заввишки. Стебла зазвичай гіллясті. Листки широкояйцеподібні, 3–6 мм. Суцвіття нещільне, 2–4-квіткове. Квітки 4–5-членні, сидячі. Чашолистки короткі, широко-трикутні, в 3–4 рази коротше пелюсток. Пелюстки білі, з червоною жилкою, 3–4 мм. Чашолистків, пелюсток і тичинок 4–5. 2n = 12, 24.

## Поширення
Поширення: південь Європи, північ Африки, захід Азії.
В Україні вид росте на скелястих, кам'янистих та піщаних місцях — у Криму